# Опера Бастилія
48°51′07″ пн. ш. 2°22′14″ сх. д. / 48.851944444444° пн. ш. 2.3705555555556° сх. д.
Опера Бастилія (фр. opéra de la Bastille, або opéra Bastille) — оперний театр у Парижі. Входить до складу громадсько-комерційного підприємства «Паризька національна опера».

## Історія
У 1982 році президент Франсуа Міттеран ухвалив рішення про будівництво в Парижі нової опери, «сучасної та популярної», що несе класичну музику в маси, з чим Опера Гарньє вже не справлялася.
Місцем будівлі обрали колишній Бастильський вокзал (gare de Paris-Bastille), який служив місту з 1859 по 14 грудня 1969 року, і знаходився між Ліонською та Шарантонською вулицями (la rue de Lyon et la rue de Charenton) з боку площі Бастилії.
У 1983 році було організовано конкурс на найкращий архітектурний проєкт опери. Його виграв 10 листопада 1984 канадо-уругвайський архітектор Карлос Отт.
1984 року розпочато демонтаж Бастильського вокзалу, який після закриття використовувався як виставковий майданчик. Нова будівля на площі Бастилії була зведена Карлосом Оттом у 1989 році.
13 липня 1989 року — у двохсоту річницю взяття Бастилії — Опера урочисто відкрилася виставою у постановці Боба Вілсона «Ніч перед ранком» (La Nuit avant le jour). Однак на постійній основі театр почав працювати лише з 17 березня 1990 року, коли було поставлено оперу Берліоза «Троянці».
Перші роки роботи театру були відзначені постійними збоями автоматизованого управління сценічними механізмами, що є звичайним для нових театрів, але призвело до кількох скандалів. Ремонт, проведений без закриття театру, дозволив досягти задовільного функціонування всього механічного обладнання.
Через швидке зношування фасаду будівлі держава ініціювала судовий процес проти підрядників, звинувачуючи їх у недоброякісній роботі. Судова тяганина, яку держава виграла лише в 2007 році, не дозволяла до цього часу проводити ремонтні роботи фасаду.

## Місткість залів
- Великий зал на 2703 місця.
- Амфітеатр на 450 місць.
- Студійна зала на 237 місць.
- Зал Гуно (salle Gounod) для репетицій оркестру.